# Loxops coccineus
Loxops coccineus là một loài chim trong họ Fringillidae.